# CD Roquetas
CD Roquetas is een Spaanse voetbalclub uit Roquetas de Mar die sinds 2008 uitkomt in de Segunda División B (Grupo 4).